# Мина Никанен
Мина Маријана Никанен  (фин. Minna Nikkanen; Сомеро, Финска 9. април 1988) је финска атлетичарка специјалиста за скок мотком. Члан је Атлетског клуба Сомеро. Тренер јој је Ристо Никанен.
У атлетици је од 1997. када јој је било 9 година. Окушала се у тркачким дисциплинама и скоку увис, али се касније од 15 године определила за скок мотком.
Са 19 година Мина Никанен је победила на 20. Европском првенству за јуниоре 2007. у Хенгелу. Њеним резултатом од 4,35 метра, поправила је фински рекорд у скоку мотком за 14 центиметара. Раније у истој сезони побољшавала је фински рекорд два пута од 4,17 до 4,20, а затим 4,21 метар. У 2009. Никаненова је освојила сребрну медаљу на Европском првенству нада у Каунасу, поново са рекордом 4,45 м.

## Значајнији резултати
| Год. | Такмичење                           | Место                           | Плас. | Рез.    |
| ---- | ----------------------------------- | ------------------------------- | ----- | ------- |
| 2003 | Европско јуниорско првенство        | Тампере, Финска                 | 8     | 3,90    |
| 2005 | Светско првенство младих нада       | Маракеш, Мароко                 | 6     | 4,00    |
| 2006 | Светско јуниорско првенство         | Пекинг, Кина                    | 7     | 4,10    |
| 2007 | Европско јуниорско првенство        | Хенгело, Холандија              | 1     | 4,35 НР |
| 2007 | Европско првенство у дворани        | Бирмингем, Уједињено Краљевство | –     | БП      |
| 2007 | Светско првенство                   | Осака, Јапан                    | 19    | 4,35    |
| 2009 | Европско првенство у дворани        | Торино, Италија                 | 10    | 4,35    |
| 2009 | Европско првенство за млађе сениоре | Каунас, Литванија               | 2     | 4,45    |
| 2009 | Светско првенство                   | Берлин, Немачка                 | 20    | 4,40    |
| 2010 | Европско првенство                  | Барселона, Шпанија              | 9     | 4,35    |
| 2011 | Европско првенство у дворани        | Париз, Француска                | 4     | 4,60 НР |
| 2012 | Европско првенство                  | Хелсинки, Финска                | 19    | 4,25    |
| 2012 | Олимпијске игре                     | Лондон, Уједињено Краљевство    | 26    | 4,25    |
| 2013 | Европско првенство у дворани        | Гетеборг, Шведска               | 13    | 4,36    |
| 2014 | Европско првенство                  | Цирих, Швајцарска               | 7     | 4,25    |
| 2015 | Европско првенство у дворани        | Праг, Чешка                     | 19    | 4,30    |
| 2015 | Светско првенство                   | Пекинг, Кина                    | 10    | 4,60 НР |
| 2016 | Европско првенство                  | Амстердам, Холандија            | 9     | 4,45    |
| 2016 | Олимпијске игре                     | Рио де Жанеиро, Бразил          | 13    | 4,55    |
| 2017 | Европско првенство у дворани        | Београд, Србија                 | 6.    | 4,55    |
| 2017 | Светско првенство                   | Лондон, Уједињено Краљевство    | 20.   | 4,20    |
| 2018 | Европско првенство                  | Берлин, Немачка                 | 13.   | 4,35    |

Мина Никанен је учествовала и на светским првенствима у Осаки 2007. и Берлину 2009., као и другим већим такмичењима, али без запажених резултата односно без пласмана у финале.